# Kaffaljidhma
Kaffaljidhma eller Gamma Ceti (γ Ceti, förkortat Gamma Cet, γ Cet) som är stjärnans Bayerbeteckning, är en trippelstjärna belägen i den nordöstra delen av stjärnbilden Valfisken. Den har en kombinerad skenbar magnitud på 3,47 och är synlig för blotta ögat där ljusföroreningar ej förekommer. Baserat på parallaxmätning inom Hipparcosuppdraget på ca 41,0 mas, beräknas den befinna sig på ett avstånd av ca 80 ljusår (ca 24 parsek) från solen.

## Nomenklatur
Gamma Ceti har det traditionella namnet Al Kaff al Jidhmah, eller Kaffaljidhma, som kommer från arabiska الكف الجذماء som betyder "Den korta handen". Enligt stjärnkatalogen i det tekniska memorandumet 33-507 - A Reduced Star Catalog Containing 537 Named Stars var Al Kaff al Jidhmah ursprungligen titeln för fem stjärnor: γ Cet som Kafaljidma, ξ1 Cet som Al Kaff al Jidhmah I, ξ2 Cet som Al Kaff al Jidhmah II, δ Cet som Al Kaff al Jidhmah III och μ Cet som Al Kaff al Jidhmah IV.
År 2016 organiserade Internationella astronomiska unionen en arbetsgrupp för stjärnnamn (WGSN) för att katalogisera och standardisera riktiga namn för stjärnor. WGSN fastställde namnet Kaffaljidhma för Gamma Ceti A den 1 februari 2017, som nu är inskrivet i IAU:s Catalog of star Names.

## Egenskaper
Kaffaljidhma är blå till vit stjärna i huvudserien av spektralklass A3 V. Den har en radie som är ca 1,9 gånger större än solens radie och utsänder från dess fotosfär ca 21 gånger mera energi än solen vid en effektiv temperatur på ca 8 670 K. 
Kaffaljidhma är en trippelstjärna med det inre paret separerade med 2,6 bågsekunder. Följeslagaren är en stjärna i huvudserien av spektralklass F3 V och en skenbar magnitud på 6,6. De kontrasterande färgerna i dessa två stjärnor gör dem till ett populärt mål för amatörastronomer. En andra följeslagare av spektraltyp K5 och magnitud 10,2 ligger med en separation på 840 bågsekunder. Ljusstyrkan hos denna är ännu ej bestämd.